# 同志よ固く結べ
同志よ固く結べ（どうしよかたくむすべ）は、社会主義者の歌の一つ。カテゴリとしては革命歌に分類される。
旧制第二高等学校から東京帝国大学に進学した飯渕敬太郎（のちに経済学者）が、第二高等学校の社会系研究会「無名会」出身の仲間内で歌われていたドイツ語のユダヤ人闘争歌に日本語歌詞を付けたものである。原曲については未詳。
飯渕は太平洋戦争後まもなく没しており、日本語歌詞の著作権は消滅していると考えられる。

## 歌詞
1.  同志よ固く結べ　生死を共にせん 　　
いかなる迫害にも　あくまで屈せず
※われらは若き兵士　プロレタリアの
2.  固き敵の守りよ　身もて打ち砕け
血潮に赤く輝く　旗を我が前に
※（繰り返し）
3.  朝焼けの空仰げ　勝利近づけり
搾取なき自由の国　闘いとらん
※（繰り返し）
4.  暴虐の敵すべて　地にひれ伏すまで
真紅の旗を前に　戦い進まん
※（繰り返し）